# 龍池駅
龍池駅（ヨンジえき）は、大韓民国大邱広域市寿城区にある大邱交通公社（DTRO）3号線の駅である。駅番号は(341)。

## 駅構造
相対式ホーム2面2線の高架駅。
のりば
※のりば番号の設定は無し。
| 上り | ●大邱都市鉄道3号線 | 凡勿・池山・漆谷慶大病院方面 |

## 駅周辺
- 大邱復明初等学校
- 大邱凡勿初等学校
- 凡一中学校
- 大邱凡勿洞郵便局
- 凡勿1洞住民センター
- 凡勿2洞住民センター
- 寿城区立龍鶴図書館
- 凡勿車両基地

## 歴史
- 2015年4月23日: 3号線の開業とともに開業。

## 隣の駅
大邱交通公社
●3号線
凡勿駅 (340) - 龍池駅 (341)